# Зелений Дол (фільм)
«Зелений Дол» — радянський художній фільм 1954 року, знятий на кіностудії «Ленфільм» режисером Тамарою Родіоновою.

## Сюжет
Школяр Петя Іванов отримує від відомого вченого лист і 20 зерен нового високоурожайного сорту пшениці. Петя і його товариші по школі вирішують створити дослідну ділянку. Побоюючись, що дорослі відберуть у них насіння, хлопці все роблять в таємниці від них.

## У ролях
- Борис Рижухін — агроном Гусєв
- Аріна Бедрінцева — Льоля, дочка Гусєва
- Наталія Рашевська — Клавдія Василівна, вчителька
- Петро Лобанов — Харитон Семенович
- Ніна Родіонова — дружина Харитона Семеновича
- Сергій Подмастєрьєв — епізод
- Микола Мішагін — епізод
- О. Арцимович — Дуся
- Едуард Бредун — Василь
- Анатолій Абрамов — дід Єгор
- Борис Мітюшкін — епізод
- Олександр Рижухін — епізод
- Юрій Лепьошкін — епізод
- Георгій Амірханян — епізод

## Знімальна група
- Режисер — Тамара Родіонова
- Сценарист — Сергій Антонов
- Оператори — Євген Кирпичов, Олександр Ксенофонтов
- Композитор — Надія Симонян
- Художник — Ісаак Каплан